# Paul Scott
Paul Mark Scott (25. marts 1920 – 1. marts 1978) var en britisk forfatter. Han er bedst kendt for The Raj Quartet, hvis fire romaner handler om Britisk Indiens sidste år.

## Udvalgt bibliografi
- The Raj Quartet
  - The Jewel in the Crown (1966)
  - The Day of the Scorpion (1968)
  - The Towers of Silence (1971)
  - A Division of the Spoils (1975)
- Staying On (1977, Bookerprisen)